# XIIe législature de la Junte générale de la principauté des Asturies
La XIIe législature de la Junte générale de la principauté des Asturies est un cycle parlementaire de la Junte générale de la principauté des Asturies, d'une durée initiale de quatre ans, ouvert le 26 juin 2023 à la suite des élections du 28 mai précédent.

## Bureau
Le bureau de la Junte générale de la principauté des Asturies rassemble le président, deux vice-présidents et deux secrétaires. Le président est élu à la majorité absolue des députés au premier tour, à la majorité simple au second entre les deux candidats ayant recueilli le plus grand nombre de suffrages lors du premier vote. Les vice-présidents et secrétaires sont élus à la majorité simple : les deux candidats qui obtiennent le plus grand nombre de voix sont proclamés élus. Le règlement prévoit qu'une composition équilibrée entre les hommes et les femmes doit être assurée au bureau. À cet effet, tout parti qui souhaite faire élire un deuxième de ses députés au bureau doit proposer un candidat du sexe opposé.
| Poste                    | Titulaire            | Parti | Parti | Circonscription |
| ------------------------ | -------------------- | ----- | ----- | --------------- |
| Président                | Juan Cofiño          |       | PSOE  | Centrale        |
| Première vice-présidente | Celia Fernández      |       | PSOE  | Centrale        |
| Second vice-président    | Agustín Cuervas-Mons |       | PP    | Centrale        |
| Première secrétaire      | Delia Campomanes     |       | IU    | Centrale        |
| Seconde secrétaire       | Pilar Fernández      |       | PP    | Centrale        |

### Élection du président de la Junte générale de la principauté des Asturies
|             | Juan Cofiño           | FSA-PSOE    | 23 | 52,28  |  |  |
|             | José Manuel Felgueres | PP          | 17 | 38,63  |  |  |
|             | Gonzalo Centeno       | Vox         | 4  | 9,09   |  |  |
|             |                       |             |    |        |  |  |
| Votants     | Votants               | Votants     | 45 | 100,00 |  |  |
| Exprimés    | Exprimés              | Exprimés    | 44 | 97,78  |  |  |
| Blancs/nuls | Blancs/nuls           | Blancs/nuls | 1  | 2,22   |  |  |

## Groupes parlementaires
Le règlement de la Junte générale de la principauté des Asturies dispose que les députés issus d'une même candidature ont le droit de former un groupe parlementaire, à condition qu'il compte au moins 3 membres. Toutefois, il est également possible aux députés d'une candidature ayant obtenu au moins 2 sièges de former un groupe parlementaire propre, si cette candidature a réuni au moins 6 % des suffrages exprimés toutes circonscriptions confondues. Les députés appartenant à un même parti ne peuvent former de groupes parlementaires séparés. Les députés des candidatures qui n'ont pas atteint l'un de ces deux seuils sont intégrés au groupe mixte. Les députés du groupe mixte appartenant à un même parti peuvent former un regroupement parlementaire, après autorisation du bureau
| Nom | Nom                             | Début | Fin | Porte-parole                               |
| --- | ------------------------------- | ----- | --- | ------------------------------------------ |
|     | Groupe socialiste               | 19    |     | Dolores Carcedo                            |
|     | Groupe populaire                | 17    |     | Diego Canga Álvaro Queipo (16/10/2023)     |
|     | Groupe Vox                      | 4     |     | Carolina López                             |
|     | Groupe Izquierda Unida-Más País | 3     |     | Ovidio Zapico Javier González (05/09/2023) |
|     | Groupe mixte                    | 2     |     | Poste tournant                             |

## Commissions parlementaires
| Commission                                                                                             | Président            | Parti | Parti | Circonscription |
| --- | -------------------- | ----- | ----- | --------------- |
| Commissions permanentes législatives                                                                   |                      |       |       |                 |
| Commission de la Présidence, du Défi démographique, de l'Égalité, du Tourisme et de la Vice-présidence | Luis Ramón Fernández | PSOE  |       | Centrale        |
| Commission des Finances et des Fonds européens                                                         | Sandra Camino        | PP    |       | Centrale        |
| Commission de l'Aménagement du territoire, de l'Urbanisme, du Logement et des Droits citoyens          | Delia Campomanes     | IU    |       | Centrale        |
| Commission de la Science, des Entreprises, de la Formation et de l'Emploi                              | Alba Álvarez         | PSOE  |       | Occidentale     |
| Commission de la Santé                                                                                 | Ricardo Fernández    | PSOE  |       | Centrale        |
| Commission de l'Éducation                                                                              | José Luis Costillas  | PP    |       | Centrale        |
| Commission de la Transition écologique, de l'Industrie et du Développement économique                  | Ángel Morales        | PSOE  |       | Orientale       |
| Commission de l'Équipement, de la Coopération locale et de la Prévention des incendies                 | Beatriz Polledo      | PP    |       | Centrale        |
| Commission du Milieu rural et de la Politique agricole                                                 | Mónica Ronderos      | PSOE  |       | Centrale        |
| Commission des Droits sociaux et du Bien-être                                                          | Pilar Fernández      | PP    |       | Centrale        |
| Commissions permanentes non-législatives                                                               |                      |       |       |                 |
| Commission du Règlement                                                                                | Juan Cofiño          | PSOE  |       | Centrale        |
| Commission du Contrôle de la radiotélévision régionale                                                 | Noelia Macías        | PSOE  |       | Centrale        |
| Commission des Pétitions et des Droits fondamentaux                                                    | Adrián Pumares       | FAC   |       | Centrale        |

## Gouvernement et opposition
| Candidat             | Date                                       | Vote       |      |    |     |           |         |     | Résultat |
| Candidat             | Date                                       | Vote       | PSOE | PP | Vox | IU-MP-IAS | Podemos | FAC | Résultat |
| Adrián Barbón (PSOE) | 19 juillet 2023 (majorité absolue requise) | Oui        | 19   |    |     | 3         | 1       |     | 23 / 45  |
| Adrián Barbón (PSOE) | 19 juillet 2023 (majorité absolue requise) | Abstention |      | 17 | 4   |           |         | 1   | 22 / 45  |

## Désignations

### Sénateurs
| Parti | Parti | Sénateurs désignés             | Voix |
| ----- | ----- | ------------------------------ | ---- |
| PSOE  |       | Enrique Fernández Rodríguez    | 19   |
| PP    |       | José Manuel Rodríguez González | 17   |

- Désignation : 14 septembre 2023.
- Enrique Fernández (PSOE) est remplacé le 21 février 2024 par Melania Álvarez García.